# Bridget Moynahan
Kathryn Bridget Moynahan (Binghamton, 28 april 1971) is een Amerikaanse actrice en model.

## Biografie
Moynahan is van Ierse afkomst. Haar vader Edward Bradley Moynahan is wetenschapper en haar moeder Mary Moriarty was lerares. Moynahan heeft nog een oudere en een jongere broer. Ze groeiden op in Longmeadow in de staat Massachusetts. Op school deed Moynahan aan atletiek, hockey, basketbal, lacrosse en voetbal. Ze studeerde af in 1989.
Vervolgens ging Moynahan voor actrice studeren in New York. Ze werd ook model en stond op de covers van onder meer Elle, Vogue en Glamour. Haar eerste rol was een gastoptreden in de televisieserie Sex and the City in 1999. Het jaar daarop brak ze door met haar rol in de film Coyote Ugly. Ze was daarna te zien in films als The Sum of All Fears in 2002, The Recruit (2003), I, Robot in 2004 en Lord of War in 2005.
Moynahan had drie jaar een relatie met scenarioschrijver Scott Rosenberg. Van 2004 tot 2006 had ze een relatie met Americanfootballspeler Tom Brady, met wie ze een zoon kreeg.

## Filmografie
- Biblioteca Nacional de España: XX1718505
- Bibliothèque nationale de France: cb14616403j (data)
- Gemeinsame Normdatei: 143554492
- International Standard Name Identifier: 0000 0001 1461 6584
- Library of Congress Control Number: no2003073686
- MusicBrainz: ed1984d6-bbd6-4100-8b3f-aa4bc33a9cac
- Nationale Bibliotheek van Tsjechië: xx0052516
- Nationale Bibliotheek van Israël: 987007355652805171
- Nationale Bibliotheek van Polen: a0000002467469
- Système universitaire de documentation: 136097065
- Virtual International Authority File: 66718874
- WorldCat: E39PBJrwVdcpHPFdKhkqFqdWjC